# لوسی فیشر
لوسی فیشر (به انگلیسی: Lucy Fisher) (زادهٔ ۲ اکتبر ۱۹۴۹) یک تهیه‌کننده فیلم آمریکایی است. او قبلاً نایب رئیس گروه تصویر تری استار کلمبیا در استودیو سونی، معاون اجرایی تولید جهانی در برادران وارنر، رئیس تولید استودیو زئوتروپ و معاون تولید در فاکس قرن بیستم بود. جک نیکلسون، بازیگر، او را به عنوان "این نایب رئیس بی‌نظیر سونی پیکچرز توصیف کرد.

## فیلم‌شناسی
- استوارت کوچولو ۲ (۲۰۰۲)[۳]
- پیتر پن (۲۰۰۳)
- برنده یک قرار با تاد همیلتون! (۲۰۰۴)
- افسونگر (۲۰۰۵)
- استوارت کوچولو ۳ (۲۰۰۵)
- جارهد (۲۰۰۵)
- خاطرات یک گیشا (۲۰۰۵)
- آر وی (۲۰۰۶)
- مرد توخالی ۲ (۲۰۰۶)
- بی‌قانون (۲۰۱۲)
- گتسبی بزرگ (۲۰۱۳)
- سنت‌شکن (۲۰۱۴)
- سنت‌شکن: شورشی (۲۰۱۵)
- سنت‌شکن: هم‌پیمان (۲۰۱۶)
- حیله: میراث (۲۰۲۰)
- گلادیاتور ۲ (۲۰۲۴)